# 김영웅 (골프 선수)
김영웅(1998년 5월 22일 - )은 대한민국의 골프 선수이다. 2014년 인천 아시안 게임 골프 남자 단체전에서 은메달을 땄다. 현재 함평골프고등학교에 다니고 있다.